# Lombardini
Lombardini S.r.l. je italijanski proizvajalec dizelskih motorjev do moči 65 konjskih sil. Podjetje sta ustanovila brata Adelmo in Rainero Lombardini v mestu Reggio Emilia leta 1933, sprva se je imenovalo  "Lombardini Fabbrica Italiana Motori S.p.A.". Po 2. svetovni vojni so začeli s proizvodnjo traktorjev in kmetijskih strojev.  
Lombardini proizvaja zračno in vodnohlajene dizelske motorje, ima pa tudi manjšo linijo bencinskih motorjev. Podjetje proizvaja tudi gradbeno opremo, kot so npr. valjarji, dvigala, črpalke. 
Leta 1999 so podjetje prodali ameriškemu podjetju Mark IV Industries, od leta 2007 pa je Lombardini del podjetja Kohler. 